# Plagiocarpus axillaris
Plagiocarpus axillaris är en ärtväxtart som beskrevs av George Bentham. Plagiocarpus axillaris ingår i släktet Plagiocarpus och familjen ärtväxter. Inga underarter finns listade i Catalogue of Life.